# Lucas Vergílio
Lucas de Castro Santos conhecido por Lucas Vergílio (Goiânia, 8 de abril de 1987) é um corretor de seguros e político brasileiro filiado ao MDB.

## Biografia
Assim como seu pai, o ex-deputado Armando Vergílio, é um profissional da área da corretagem de seguros.
Foi candidato a deputado federal por Goiás pelo Solidariedade e elegeu-se em 2014 com 78.387 votos (2.58%). Uma vez eleito, protocolou cinco propostas em pouco mais de 15 dias. Delas, três são de interesse de empresas do ramo de seguros. Foi vice-líder da bancada do Solidariedade, a partir de 2 de fevereiro de 2015.
O PLP 01/2015 torna obrigatória a contratação de seguros por proprietários, promotores ou organizadores de eventos artísticos, recreativos, culturais por riscos ou acidentes que possam ocorrer com a realização dos eventos. A medida, se aprovada, será obrigatória para exibição de filmes, apresentações e todo tipo de atividade cultural. Lucas explica que a ideia é vincular a concessão de alvará de funcionamento à contratação dos seguros.  Justifica que a ideia do projeto, apresentado na legislatura anterior pelo seu pai, veio após o Incêndio na boate Kiss, em Santa Maria (RS). A casa noturna, que não tinha condições ideais de funcionamento, pegou fogo em 2012. A tragédia matou 242 pessoas e feriu outras 680.
| “ | Até hoje os familiares não receberam um centavo. Com uma apólice de seguros, as famílias estariam indenizadas. | ” |

Conforme dados divulgados pelo Tribunal Superior Eleitoral (TSE), Lucas Vergílio recebeu mais de R$ 1,5 milhão de seguradoras e afins durante a campanha do ano passado.  Questionado sobre a relação de seus projetos com as doações, ressalta outros projetos de sua autoria, como o que inclui medicamentos para ansiedade e depressão no programa Farmácia Popular.
Em 2016, votou a favor do impeachment de Dilma Rousseff. Posteriormente, votou a favor da PEC do Teto dos Gastos Públicos. Em abril de 2017 foi favorável à Reforma trabalhista. Em agosto de 2017 votou contra o processo em que se pedia abertura de investigação do então Presidente Michel Temer, ajudando a arquivar a denúncia do Ministério Público Federal.